# CART Precision Racing
CART Precision Racing é um jogo eletrônico do gênero simulador de corrida desenvolvido pela Terminal Reality e publicado pela Microsoft Studios em 1997 para Microsoft Windows, o jogo é licenciado pela CART (Champ Car), possuindo circuitos, pilotos e equipes reais.